# 피로스 디마스
피로스 디마스(그리스어: Πύρρος Δήμας, 그리스어 발음: [piros ðimas], 1971년 10월 13일~)는 그리스의 역도 선수, 지도자이다. 1992년부터 2004년 하계 올림픽까지 올림픽에 4회 출전하여 대회 3연속 우승을 달성했다.

## 생애
디마스는 "피로 디마(알바니아어: Pirro Dhima)"라는 이름으로 1971년에 알바니아 남부의 히마러에서 태어났다. 1989년 알바니아 국가대표로 발탁되어 1989년 세계 선수권 대회에 12위를 기록했다. 1990년 5월에는 덴마크 올보르에서 열린 1990년 유럽 선수권 대회에서 4위를 기록했다.
1991년에 20세의 나이로 그리스로 이주하였고 1992년에 그리스 시민권을 취득했다. 이때 이름도 그리스어식인 "피로스 디마스"로 개명했다. 1992년 7월에는 스페인 바르셀로나에서 열린 1992년 하계 올림픽에 참가했고 82.5 kg 경기에서 처음으로 출전한 올림픽에서 금메달을 획득했다.
1993년 오스트레일리아 멜버른에서 열린 1993년 세계 선수권 대회에서 우승했으며, 1995년에는 중화인민공화국 광저우에서 열린 1995년 세계 선수권 대회에서 우승했다. 1996년에는 미국 애틀랜타에서 열린 1996년 하계 올림픽에 참가했다. 그는 개막식에 그리스 올림픽 선수단의 기수를 맡았고 83kg 경기에서 세계 신기록을 2회 갱신하며 금메달을 획득했다.
2000년 오스트레일리아 시드니에서 열린 2000년 하계 올림픽에서 85kg 경기에서 3번째 금메달을 획득했다.
2004년 고국 아테네에서 열린 2004년 하계 올림픽에 참가했고, 개막식과 폐막식에서 그리스 선수단 기수를 맡았다. 디마스는 무릎 수술과 손목 부상으로 인해 아테네 올림픽에 기권하는 것으로 여겨졌지만 기오르기 아사니제와 안드레이 리바코우의 뒤를 이어 동메달을 획득하며 올림픽 통산 4번째 메달을 획득했다. 경기 직후 플랫폼에 자신의 신발을 남기면서 은퇴를 선언했다.
은퇴 후에는 그리스 역도 연맹의 회장을 맡았고 2012년에 범그리스 사회주의 운동에 입당하여 정치인으로 활동했다. 2016년에는 미국으로 건너가 미국 역도 대표팀 감독을 맡았다.

## 개인사
피로스는 아테네 대학교 초등교육과를 졸업했다.
1994년 그리스 국영방송 스포츠 기자인 아나스타시아 스둥구와 결혼했으며 엘레니, 빅토르, 마리아, 니콜라스 네 자녀를 낳았다. 2018년 아나스티시아가 뇌암으로 사망했고 2023년 그리스 장대높이뛰기 국가대표 선수 출신인 아프로디티 스카피다와 재혼했다.